# Monte Sole
Monte Sole este o arie protejată (arie specială de conservare — SAC, sit de importanță comunitară — SCI) din Italia întinsă pe o suprafață de 6.476 ha, integral pe uscat.

## Localizare
Centrul sitului Monte Sole este situat la coordonatele 44°18′12″N 11°11′38″E / 44.303333°N 11.193889°E.

## Înființare
Situl Monte Sole a fost declarat sit de importanță comunitară în iunie 1995 pentru a proteja 1 specie de plante și 39 de specii de animale. Situl a fost protejat și ca arie specială de conservare în martie 2019.

## Biodiversitate
Situată în ecoregiunea continentală, aria protejată conține 17 habitate naturale: Păduri de Castanea sativa, Râuri de munte și vegetația lor lemnoasă cu Salix elaeagnos, Râuri cu maluri nămoloase cu vegetație de Chenopodion rubri p.p. și Bidention p.p., Ape puternic oligomezotrofe cu vegetație bentonică cu Chara spp., Pajiști carstice calcaroase sau bazofile, de Alysso-Sedion albi, Formațiuni de Juniperus communis pe lande sau pajiști calcaroase, Pseudostepă cu ierburi și specii anuale de Thero-Brachypodietea, Pajiști cu Molinia pe soluri calcaroase, turboase sau argilos-nămoloase (Molinion caeruleae), Păduri aluvionare cu Alnus glutinosa și Fraxinus excelsior (Alno-Padion, Alnion incanae, Salicion albae), Pajiști uscate seminaturale și facies de acoperire cu tufișuri pe substraturi calcaroase (Festuco-Brometalia) (* situri importante pentru orhidee), Păduri de Quercus ilex și Quercus rotundifolia, Păduri de stejar alb estice, Pajiști uscate europene, Peșteri inaccesibile publicului, Izvoare petrifiante cu formare de travertin (Cratoneurion), Galerii de Salix alba și de Populus alba, Păduri pe pante, grohotișuri și ravene de Tilio-Acerion.
La baza desemnării sitului se află mai multe specii protejate:
- plante (1): Himantoglossum adriaticum
- păsări (23): pescăruș albastru (Alcedo atthis), fâsă-de-câmp (Anthus campestris), acvilă de munte (Aquila chrysaetos), egretă mare (Ardea alba), stârc roșu (Ardea purpurea), caprimulg (Caprimulgus europaeus), cuc (Cuculus canorus), lăstun de casă (Delichon urbicum), ciocănitoare pestriță mare (Dendrocopos major), șoim călător (Falco peregrinus), Hippolais polyglotta, rândunică (Hirundo rustica), sfrâncioc roșiatic (Lanius collurio), ciocârlie de pădure (Lullula arborea), privighetoare (Luscinia megarhynchos), muscar sur (Muscicapa striata), grangur (Oriolus oriolus), viespar (Pernis apivorus), codroșul de pădure (Phoenicurus phoenicurus), pitulice de munte (Phylloscopus bonelli), silvie roșcată (Sylvia cantillans), silvie de câmp (Sylvia communis), pupăză (Upupa epops)
- amfibieni (1): Triturus carnifex
- mamifere (4): lupul (Canis lupus), liliac cărămiziu (Myotis emarginatus), liliacul mare cu potcoavă (Rhinolophus ferrumequinum), liliacul mic cu potcoavă (Rhinolophus hipposideros)
- nevertebrate (6): Austropotamobius pallipes, croitorul mare al stejarului (Cerambyx cerdo), Euplagia quadripunctaria, rădașcă (Lucanus cervus), Osmoderma eremita, Vertigo angustior
- pești (5): Barbus caninus, Barbus plebejus, Cobitis bilineata, Protochondrostoma genei, Telestes muticellus

Pe lângă speciile protejate, pe teritoriul sitului au mai fost identificate 8 specii de plante, 5 specii de amfibieni, 10 specii de mamifere, 7 specii de nevertebrate, 4 specii de pești, 5 specii de reptile.